# تی جی لیف
تی جی لیف (عبری: טיי ג'ייקוב ליף‎؛ زادهٔ ۳۰ آوریل ۱۹۹۷) بازیکن بسکتبال اهل اسرائیل است.
از باشگاه‌هایی که در آن بازی کرده‌است می‌توان به بسکتبال مردان یوسی‌ال‌ای برونز، پورتلند تریل بلیزرز، و ایندیانا پیسرز اشاره کرد.
وی در مسابقات کشوری و بین‌المللی در مجموع برندهٔ ۱ مدال نقره شده‌است.